# Petit-gris (pinceau)

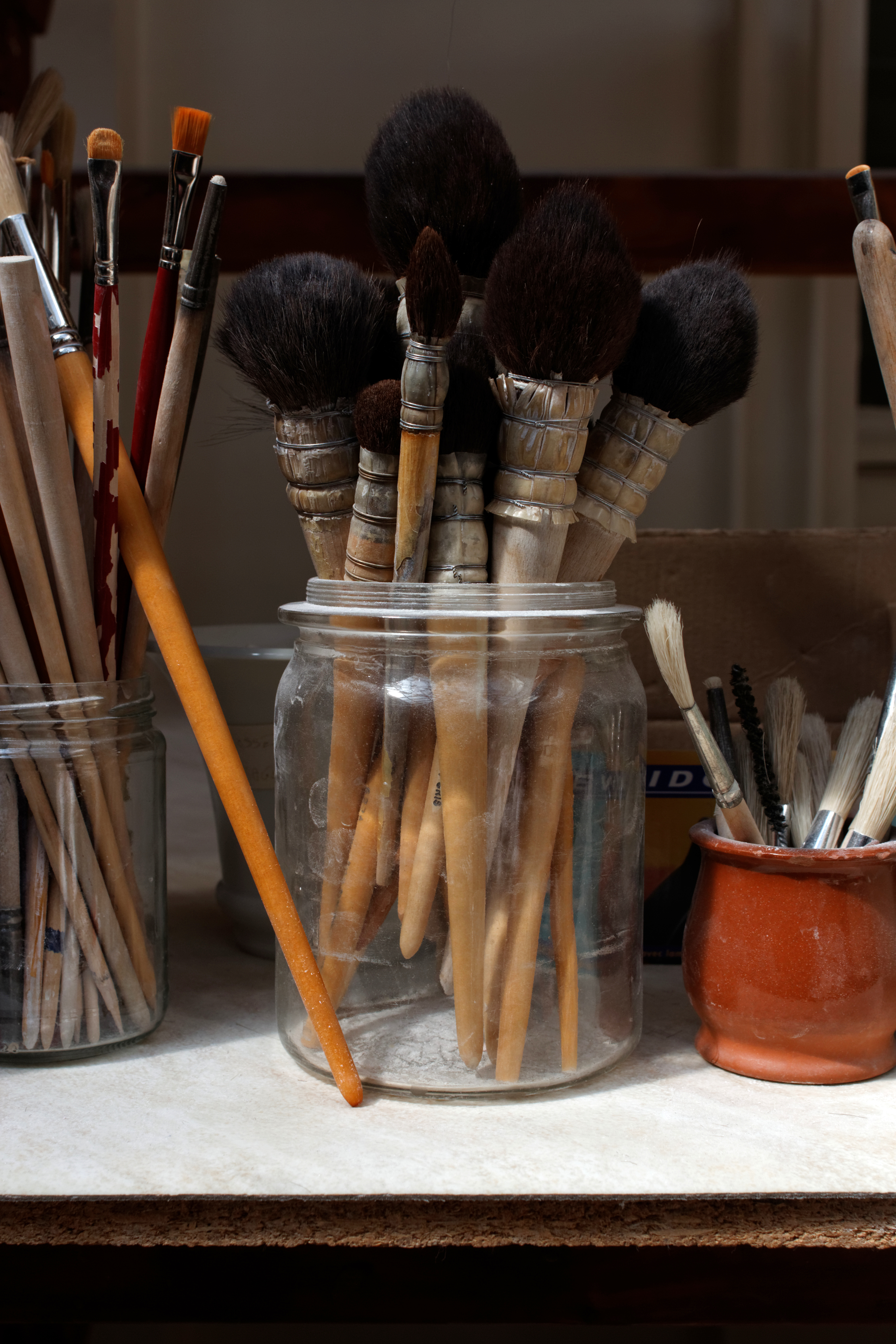
Pot de pinceaux en petit-gris.

Le poil de pinceaux dit petit-gris est un poil d'écureuils nordiques. 
Il est utilisé  notamment pour confectionner les pinceaux à aquarelle. 
Il est apprécié pour sa finesse, sa bonne rétention de l'eau et sa souplesse.

## Origines
C'est dans les climats froids de Russie, de Mongolie ou du Canada que la fourrure de l'écureuil est la plus dense, fournie et résistante. Le poil est prélevé sur la queue des animaux. Sa couleur change selon la provenance. 

Parmi les provenances les plus connues on peut citer : 
- Petit-gris Kazan de Russie, de couleur brune
- Petit-gris Saccamina, plus bleuté
- Petit-gris Canadien, à reflets dorés
- Petit-gris Talaoutki, gris

## Caractéristiques
Le poil de petit-gris se caractérise par sa très bonne rétention de l'eau. On dit qu'il a une "bonne trempe". Il est très doux, fin, souple et élastique mais ne reforme pas sa pointe aussi bien que le poil de martre. 
Les pinceaux en petit-gris sont prisés dans les techniques picturales aqueuses : aquarelle, gouache, dessin à l'encre, à côté des pinceaux en martre, plus onéreux.    
Il est le poil favori pour un type de pinceau à aquarelle très populaire : le mouilleur. Monté sur plume (montage traditionnel) ou sur virole métallique (montage moderne), il est idéal pour les lavis. Grâce à sa très bonne capillarité, on peut en effet le charger abondamment et poser l'eau ou la couleur sur le papier sans besoin de le recharger trop fréquemment.

### Sources
- Guide Schleiper : 1. Les pinceaux (Guides techniques pour artistes)